# Американская медицинская ассоциация
Американская медицинская ассоциация (англ. American Medical Association) или AMA, основанная в 1847 году, является самой большой ассоциацией врачей и студентов в США. Хотя в последние годы число членов ассоциации уменьшается, около 20 % всех практикующих врачей в США являются её членами.

## Цели и задачи
К целям и задачам ассоциации относятся:
- продвижение медицины как науки и практической деятельности;
- улучшение медицинского обслуживания и состояния здоровья населения;
- мотивирование врачей и пациентов к решению проблем, связанных со здоровьем;
- лоббирование законопроектов, направленных на улучшение здравоохранения;
- противостоять применению телесных наказаний учеников в школах;
- фандрайзинг;
- поддержание и регулярный выпуск периодических изданий, включая Journal of the American Medical Association[4].

Кроме того, AMA ежегодно оказывает поддержку в размере около 1 000 000 долларов студентам, находящимся в сложном финансовом положении (по выплате долгов за жильё или обучение).

## История
- 1844 — врач Натан Смит Дэйвис, проживающий в штате Нью-Йорк начинает работать над программой лицензирования и улучшения медицинских учебных заведений.
- 1845 — Дэйвис выступает с идеей создания национальной ассоциации врачей.
- 1847 — Дэйвис основывает AMA при «Академии естественных наук» (Academy of Natural Sciences). Тогда же создаются комитет, кодекс и первые стандарты Ассоциации.[7]
- 1858 — в составе AMA появляется «Комитет по этике».
- 1868 — Комитет издаёт постановление о возможности получения женщинами квалификации врача.
- 1870 — AMA консультирует Конгресс США по вопросам принятия правил карантина.
- 1873 — в структуру AMA входит «Юридический совет».
- 1876 — AMA разрабатывает санитарные нормы городского водоснабжения.
- 1882 — первый выпуск «Журнала кожных заболеваний» (позже известен как Archives of Dermatology (Архивы дерматологии)).
- 1883 — первый выпуск журнала Journal of the American Medical Association (JAMA).
- 1898 — «Комитет научных исследований» даёт первые гранты на проведение исследований.
- 1899 — AMA лоббирует строительство государственных санаториев, закон об обязательной вакцинации против оспы, проводит ряд исследований туберкулёза и публикует правила его профилактики[8].
- 1930—1939 — AMA проводит исследования медицинских учебных заведений, создаёт стандарты их взаимодействия, разрабатывает программы подготовки и переподготовки специалистов.
- 1939—1960 — AMA открывает представительство в Вашингтоне, основывает ряд медицинских ассоциаций в США и Канаде.
- 1961—1979 — AMA разрабатывает и запускает ряд программ по борьбе с курением; даёт право студентам медицинских учебных заведений становиться членами Ассоциации.
- 1968 — AMA отменяет постановление, согласно которому чернокожие врачи не имели права практиковать в больницах и становиться членами ассоциации[9][10][11] .
- 1969—1990 — дальнейшее развитие AMA. Разработка и принятие национальной программы по борьбе со СПИДом. Резолюция, запрещающая дискриминацию ВИЧ-инфицированных пациентов и обязующая врачей помогать им[12] .
- 1990—2000 — AMA переезжает в Чикаго; официально осуждает насилие над детьми, насилие в семье, курение, употребление наркотиков, эвтаназию, подарки, принимаемые врачами от фармацевтических компаний. AMA основывает специальные комиссии, ассоциации и учебные центры, направленные на улучшение различных аспектов системы здравоохранения (страхование пациентов, донорские институты, службы доверия, дома престарелых). AMA лоббирует подписание «Закона о правах пациента».
- 2001—2009 — дальнейшее развитие AMA: учреждение «Комитета по уменьшению медицинской безграмотности», программы по борьбе с алкоголизмом среди несовершеннолетних, программы по обеспечению медицинской помощи при стихийных бедствиях и катастрофах, программа финансовой помощи студентам и врачам. AMA также организует «Саммит по вопросам ожирения», конференции по вопросам страхования пациентов. Ассоциация лоббирует закон об ограничении времени прибытия машин скорой помощи на место вызова, успешно противостоит 4,4 %, а затем 5 % сокращению заработной платы врачей.
- 2013 — AMA официально признала ожирение болезнью в попытке изменить отношение медицинского сообщества к этой проблеме.[13]
- 2014 — Ассоциация создала Целевую группу AMA по опиоидам для оценки использования рецептурных опиоидов и злоупотребления ими.
- 2015 — AMA заявила, что нет никаких медицинских оснований для исключения трансгендеров из службы в вооруженных силах США. Кампания за права человека приветствовала это решение.
- 2017 — Ассоциация объявила о своем несогласии с заменой федерального закона о здравоохранении, заявив, что миллионы американцев лишатся медицинского страхования[14].
- 2019 — Патрис А. Харрис, доктор медицины, магистр медицины, психиатр из Атланты, стала 174-м президентом AMA в июне 2019 года, став первой афроамериканкой организации, занявшей этот пост[15].